# Лясковниця
Лясковниця (пол. Laskownica) — село в Польщі, у гміні Кциня Накельського повіту Куявсько-Поморського воєводства.
Населення — 169 осіб (2011).
У 1975-1998 роках село належало до Бидгощського воєводства.

## Демографія
Демографічна структура станом на 31 березня 2011 року:
|          | Загалом | Допрацездатний вік | Працездатний вік | Постпрацездатний вік |
| -------- | ------- | ------------------ | ---------------- | -------------------- |
| Чоловіки | 85      | 21                 | 59               | 5                    |
| Жінки    | 84      | 22                 | 51               | 11                   |
| Разом    | 169     | 43                 | 110              | 16                   |